# Ишчезла (филм)
Ишчезла (енгл. Gone Girl) је амерички трилер из 2014. режисера Дејвида Финчера снимљен по мотивима истоименог романа Џилијан Флин, која је уједно и ауторка филмског сценарија.
Радња прати Ника Дана који након нестанка своје супруге Ејми постаје главни осумњичени за њено убиство и покушава да докаже своју невиност. У филму наступају Бен Афлек, Розамунд Пајк, Нил Патрик Харис, Тајлер Пери и Кари Кун.
Филм је премијерно приказан на Филмском фествалу у Њујорку 26. септембра 2014, где је наишао на позитивне реакције критичара, који су похвалили Финчерову режију и изведбе главних глумаца.

## Радња
Брачни пар њујоршких писаца, Ејми (Розамунд Пајк) и Ник (Бен Афлек) приморан је да се пресели у мали град у Мисурију због финансијске кризе и болести Никове мајке. Од хармоничног и срећног пара који су некада били, постају несрећни и отуђени. На дан њихове петогодишњице, Ник се враћа кући и затиче преврнут сто и неред у дневној соби који указује на знаке борбе. Изненада схвата да је његова жена нестала и обавештава полицију. Међутим, убрзо постаје главни осумњичени за Ејмин нестанак, а његове лажи, преваре и чудно понашање наводе све да поставе исто мрачно питање – да ли ју је он убио?

## Улоге
| Глумац              | Улога                 |
| ------------------- | --------------------- |
| Бен Афлек           | Ник Дан               |
| Розамунд Пајк       | Ејми Елиот-Дан        |
| Нил Патрик Харис    | Деси Колингс          |
| Тајлер Пери         | Танер Болт            |
| Кари Кун            | Марго Дан             |
| Ким Дикенс          | детективка Ронда Бони |
| Патрик Фјуџит       | детектив Џим Гилпин   |
| Кејси Вилсон        | Ноел Хоторн           |
| Миси Пајл           | Елен Абот             |
| Сила Ворд           | Шерон Шибер           |
| Емили Ратакауски    | Енди Харди            |
| Кетлин Роуз Перкинс | Шона Кели             |
| Лиса Бејнс          | Мерибет Елиот         |
| Дејвид Кленон       | Ранд Елиот            |
| Скут Макнери        | Томи О'Хара           |
| Бојд Холбрук        | Џеф                   |